# Schrauding
Schrauding ist eine Ortschaft der Stadtgemeinde Frohnleiten in der Steiermark.
Schrauding liegt südlich von Frohnleiten auf der linken Talseite der Mur. Die Rotte besteht aus mehreren Siedlungsteilen und Gewerbeflächen, die sich beiderseits der Landesstraße 121 erstrecken. Im Westen befindet sich der Zellhof.